# Arado Ar 199
Dimensions
L'Arado Ar 199 est un hydravion à flotteurs d'entraînement allemand de la Seconde Guerre mondiale.
Monoplan à aile basse entièrement métallique, cet appareil catapultable reposait sur 2 flotteurs en catamaran. Entièrement fermé, le poste de pilotage permettait de loger un instructeur et un élève pilote côte à côte, un troisième siège étant disponible en arrière pour l’entraînement à la navigation ou à la radio. À bord des croiseurs ou cuirassés de la Kriegsmarine, ce triplace léger pouvait également servir d'avion de liaison.
Mis en chantier en 1938, les deux prototypes prirent l’air en 1939, immatriculés respectivement D-IRFB (Ar 199 V-1) et D-ISBC (Ar 199 V-2), tous deux équipés d’un moteur 12 cylindres en V inversé Argus As 410C de 450 ch entraînant une hélice bipale. Ils furent suivis par un appareil de présérie immatriculé D-ITLF (Ar 199 A). La Luftwaffe ayant entretemps changé d’avis, le programme fut abandonné bien que l’avion soit particulièrement réussi, et seuls ces trois hydravions furent finalement envoyés en Norvège, versés au 10./Seenotstaffel à Tromsö/Kirkenes.